# Boarmia definita
Boarmia definita là một loài bướm đêm trong họ Geometridae.